# 九州学生駅伝対校選手権大会
九州学生駅伝対校選手権大会（きゅうしゅうがくせいえきでんたいこうせんしゅけんたいかい）は九州学生陸上競技連盟と島原市が主催する大学駅伝大会。かつては熊本県阿蘇五岳を一周するコースだったが、雲仙・普賢岳噴火災害からの復興につなげることを目的に1998年に島原市が誘致し、島原・雲仙学生駅伝の愛称でスタート。2008年からは平成新山島原学生駅伝と改称している。12月の第1土曜日に男子駅伝、女子駅伝それぞれの大会が実施される。男子の優勝校は翌年の出雲駅伝の出場権を獲得できる。

## コース

### 男子
第27回（2009年）からの大会では、スタートの島原市営陸上競技場からフィニッシュの島原文化会館までの全7区間で実施されている。
長崎県島原市 （7区間 57.75km）
- 第1区 07.74km　島原市営陸上競技場〜セブンイレブン島原原口町店
  - 区間記録：22分57秒　キラグ・ジュグナ（第一工業大学2年・第27回）

- 第2区 08.39km　セブンイレブン島原原口町店〜ローソン大手原町店
  - 区間記録：23分59秒　吉岡龍一（九州大学M2年・第40回）

- 第3区 08.27km　ローソン大手原町店〜ファミリーマート島原アリーナ店
  - 区間記録：23分46秒　アニーダ・サレー（第一工科大学4年・第40回）

- 第4区 09.38km　ファミリーマート島原アリーナ店〜平成新山展望園地
  - 区間記録：34分14秒　畑山修生（日本文理大学3年・第31回）

- 第5区 09.08km　平成新山展望園地〜九州地区国立大学島原共同研修センター
  - 区間記録：27分25秒　アニーダ・サレー（第一工科大学3年・第39回）

- 第6区 07.19km　九州地区国立大学島原共同研修センター〜島原市役所有明支所
  - 区間記録：19分41秒　小手川聖修（鹿屋体育大学3年・第40回）

- 第7区 07.70km　島原市役所有明支所〜島原文化会館
  - 区間記録：22分29秒　木原雄大（日本文理大学3年・第39回）
- 大会記録：3時間02分47秒（第一工科大学・第39回）

### 女子
第9回（2009年）からの大会では、島原市営陸上競技場を発着点とする全5区間で実施されている。
長崎県島原市 （5区間 22.80km）
- 第1区 04.26km　島原市営陸上競技場～ファミリーマート島原本町店
  - 区間記録：14分11秒　井手彩乃（福岡大学2年・第18回）
- 第2区 03.48km　ファミリーマート島原本町店～セブンイレブン島原原口町店
  - 区間記録：12分17秒　坂口瞳（福岡大学）
- 第3区 03.78km　セブンイレブン島原原口町店～島原市役所有明支所
  - 区間記録：11分52秒　今村菜々子（福岡大学3年・第18回）
- 第4区 07.80km　島原市役所有明支所～田浦省吾土地家屋調査士事務所
  - 区間記録：25分42秒　笠原奈月（福岡大学2年・第21回）
- 第5区 03.48km　田浦省吾土地家屋調査士事務所～島原市営陸上競技場
  - 区間記録：11分59秒　佐田真里奈（福岡大学）
- 大会記録：1時間17分10秒（福岡大学・第10回）

### コースの変遷

#### 男子
阿蘇五岳1周　（ボールド体は新コースによる区間変更）
| 回     | 年月日         | 全区間 | 第1区  | 第2区  | 第3区  | 第4区  | 第5区  | 第6区  | 第7区  |        |
| 第1回  | 1983年11月27日 | 66.7km | 13.0km | 05.7km | 14.0km | 07.1km | 08.0km | 07.9km | 11.0km |        |
| 第2回  | 1984年11月25日 | 64.5km | 11.6km | 05.5km | 14.0km | 7.1km  | 08.0km | 07.9km | 10.4km |        |
| 第3回  | 1985年11月24日 | 64.5km | 11.6km | 05.5km | 14.0km | 7.1km  | 08.0km | 07.9km | 10.4km |        |
| 第4回  | 1986年11月24日 | 63.9km | 11.0km | 05.5km | 14.0km | 7.1km  | 07.1km | 08.0km | 07.9km | 10.4km |
| 第5回  | 1987年11月29日 | 63.9km | 11.0km | 05.5km | 14.0km | 7.1km  | 07.1km | 08.0km | 07.9km | 10.4km |
| 第6回  | 1988年11月23日 | 63.9km | 11.0km | 05.5km | 14.0km | 7.1km  | 07.1km | 08.0km | 07.9km | 10.4km |
| 第7回  | 1989年11月23日 | 63.9km | 11.0km | 05.5km | 14.0km | 7.1km  | 07.1km | 08.0km | 07.9km | 10.4km |
| 第8回  | 1990年11月23日 | 65.2km | 11.0km | 5.5km  | 14.0km | 7.1km  | 7.1km  | 8.0km  | 7.9km  | 11.7km |
| 第9回  | 1991年11月29日 | 65.2km | 11.0km | 5.5km  | 14.0km | 7.1km  | 7.1km  | 8.0km  | 7.9km  | 11.7km |
| 第10回 | 1992年11月23日 | 65.2km | 11.0km | 5.5km  | 14.0km | 7.1km  | 7.1km  | 8.0km  | 7.9km  | 11.7km |
| 第11回 | 1993年11月23日 | 67.2km | 12.8km | 06.6km | 12.4km | 7.1km  | 07.1km | 08.0km | 07.9km | 12.4km |
| 第12回 | 1994年11月23日 | 69.8km | 12.3km | 09.2km | 13.0km | 7.1km  | 07.0km | 08.0km | 07.9km | 12.4km |
| 第13回 | 1995年11月22日 | 72.8km | 12.3km | 15.7km | 09.4km | 7.1km  | 07.0km | 08.0km | 07.3km | 13.1km |
| 第14回 | 1996年11月22日 | 72.8km | 12.3km | 15.7km | 09.4km | 7.1km  | 07.0km | 08.0km | 07.3km | 13.1km |
| 第15回 | 1997年12月2日  | 70.4km | 11.6km | 15.0km | 09.1km | 7.1km  | 06.9km | 08.0km | 07.3km | 12.5km |

島原・雲仙周回コース　（ボールド体は新コースによる区間変更）
| 回     | 年月日         | 全区間 | 第1区    | 第2区    | 第3区    | 第4区    | 第5区    | 第6区    | 第7区    | 第8区    |
| 第16回 | 1998年11月29日 | 93.9km | 13.5km   | 07.9km   | 17.8km   | 11.5km   | 08.0km   | 13.7km   | 07.1km   | 14.4km   |
| 第17回 | 1999年12月12日 | 94.7km | 13.5km   | 07.9km   | 17.8km   | 11.5km   | 08.0km   | 13.7km   | 07.1km   | 15.2km   |
| 回     | 年月日         | 全区間 | 前半区間 | 前半区間 | 前半区間 | 前半区間 | 前半区間 | 後半区間 | 後半区間 | 後半区間 |
| 回     | 年月日         | 全区間 | 第1区    | 第2区    | 第3区    | 第4区    | 第5区    | 第6区    | 第7区    | 第8区    |
| 第18回 | 2000年12月9日  | 94.5km | 13.5km   | 07.8km   | 17.9km   | 11.5km   | 07.5km   | 14.0km   | 07.1km   | 15.2km   |
| 第19回 | 2001年12月8日  | 94.5km | 13.5km   | 07.8km   | 17.9km   | 11.5km   | 07.5km   | 14.0km   | 07.1km   | 15.2km   |
| 第20回 | 2002年12月7日  | 94.5km | 13.5km   | 07.8km   | 17.9km   | 11.5km   | 07.5km   | 14.0km   | 07.1km   | 15.2km   |
| 第21回 | 2003年12月6日  | 94.5km | 13.5km   | 07.8km   | 17.9km   | 11.5km   | 07.5km   | 14.0km   | 07.1km   | 15.2km   |
| 第22回 | 2004年12月4日  | 94.5km | 13.5km   | 07.8km   | 17.9km   | 11.5km   | 07.5km   | 14.0km   | 07.1km   | 15.2km   |
| 第23回 | 2005年12月3日  | 94.5km | 13.5km   | 07.8km   | 17.9km   | 11.5km   | 07.5km   | 14.0km   | 07.1km   | 15.2km   |
| 第24回 | 2006年12月2日  | 94.5km | 13.5km   | 07.8km   | 17.9km   | 11.5km   | 07.5km   | 14.0km   | 07.1km   | 15.2km   |
| 第25回 | 2007年12月1日  | 94.5km | 13.5km   | 07.8km   | 17.9km   | 11.5km   | 07.5km   | 14.0km   | 07.1km   | 15.2km   |

※第18回からは第1区-第5区を前半、第6区-第8区を後半とした前後半制で行われた。
島原市内周回コース　（ボールド体は新コースによる区間変更）※2019年は距離再計測による変更
| 回     | 年月日         | 全区間                             | 第1区                              | 第2区                              | 第3区                              | 第4区                              | 第5区                              | 第6区                              | 第7区                              | 第8区                              |
| 第26回 | 2008年12月2日  | （全8区間） 91.1km                 | 前半区間                           | 前半区間                           | 前半区間                           | 前半区間                           | 前半区間                           | 後半区間                           | 後半区間                           | 後半区間                           |
| 第26回 | 2008年12月2日  | （全8区間） 91.1km                 | 11.1km                             | 10.8km                             | 07.7km                             | 11.4km                             | 12.9km                             | 07.4km                             | 11.4km                             | 18.4km                             |
| 第27回 | 2009年12月5日  | （全7区間） 56.30km                | 8.34km                             | 7.86km                             | 6.16km                             | 10.9km                             | 8.64km                             | 6.74km                             | 7.66km                             | -                                  |
| 第28回 | 2010年12月4日  | （全7区間） 56.30km                | 8.34km                             | 7.86km                             | 6.16km                             | 10.9km                             | 8.64km                             | 6.74km                             | 7.66km                             | -                                  |
| 第29回 | 2011年12月3日  | （全7区間） 56.30km                | 8.34km                             | 7.86km                             | 8.16km                             | 8.90km                             | 8.64km                             | 6.74km                             | 7.66km                             | -                                  |
| 第30回 | 2012年12月1日  | （全7区間） 56.30km                | 8.34km                             | 7.86km                             | 8.16km                             | 8.90km                             | 8.64km                             | 6.74km                             | 7.66km                             | -                                  |
| 第31回 | 2013年11月30日 | （全7区間） 56.30km                | 8.34km                             | 7.86km                             | 8.16km                             | 8.90km                             | 8.64km                             | 6.74km                             | 7.66km                             | -                                  |
| 第32回 | 2014年11月29日 | （全7区間） 56.30km                | 8.34km                             | 7.86km                             | 8.16km                             | 8.90km                             | 8.64km                             | 6.74km                             | 7.66km                             | -                                  |
| 第33回 | 2015年12月5日  | (全7区間) 57.80km                  | 7.73km                             | 8.39km                             | 8.27km                             | 9.38km                             | 9.08km                             | 7.24km                             | 7.71km                             | -                                  |
| 第34回 | 2016年12月3日  | (全7区間) 57.80km                  | 7.73km                             | 8.39km                             | 8.27km                             | 9.38km                             | 9.08km                             | 7.24km                             | 7.71km                             | -                                  |
| 第35回 | 2017年12月2日  | (全7区間) 57.80km                  | 7.73km                             | 8.39km                             | 8.27km                             | 9.38km                             | 9.08km                             | 7.24km                             | 7.71km                             | -                                  |
| 第36回 | 2018年12月1日  | (全7区間) 57.80km                  | 7.73km                             | 8.39km                             | 8.27km                             | 9.38km                             | 9.08km                             | 7.24km                             | 7.71km                             | -                                  |
| 第37回 | 2019年12月7日  | (全7区間) 57.74km                  | 7.73km                             | 8.39km                             | 8.27km                             | 9.38km                             | 9.08km                             | 7.19km                             | 7.70km                             | -                                  |
| 第38回 | 2020年12月5日  | 新型コロナウイルスの影響により中止 | 新型コロナウイルスの影響により中止 | 新型コロナウイルスの影響により中止 | 新型コロナウイルスの影響により中止 | 新型コロナウイルスの影響により中止 | 新型コロナウイルスの影響により中止 | 新型コロナウイルスの影響により中止 | 新型コロナウイルスの影響により中止 | 新型コロナウイルスの影響により中止 |
| 第39回 | 2021年12月4日  | (全7区間) 57.74km                  | 7.73km                             | 8.39km                             | 8.27km                             | 9.38km                             | 9.08km                             | 7.19km                             | 7.70km                             | -                                  |
| 第40回 | 2022年12月3日  | (全7区間) 57.75km                  | 7.74km                             | 8.39km                             | 8.27km                             | 9.38km                             | 9.08km                             | 7.19km                             | 7.70km                             | -                                  |
| 第41回 | 2023年12月2日  | (全7区間) 57.75km                  | 7.74km                             | 8.39km                             | 8.27km                             | 9.38km                             | 9.08km                             | 7.19km                             | 7.70km                             | -                                  |
| 第42回 | 2024年12月7日  | (全7区間) 57.75km                  | 7.74km                             | 8.39km                             | 8.27km                             | 9.38km                             | 9.08km                             | 7.19km                             | 7.70km                             | -                                  |

#### 女子
| 回     | 年月日         | 全区間                             | 第1区                              | 第2区                              | 第3区                              | 第4区                              | 第5区                              | コース                             |
| 第1回  | 2001年12月22日 | 20.0km                             | 04.0km                             | 02.0km                             | 05.0km                             | 03.0km                             | 06.0km                             | 福岡県大濠公園周回コース           |
| 第2回  | 2002年12月21日 | 20.0km                             | 04.0km                             | 02.0km                             | 05.0km                             | 03.0km                             | 06.0km                             | 福岡県大濠公園周回コース           |
| 第3回  | 2003年12月20日 | 20.0km                             | 04.0km                             | 02.0km                             | 05.0km                             | 03.0km                             | 06.0km                             | 福岡県大濠公園周回コース           |
| 第4回  | 2004年12月11日 | 20.0km                             | 04.0km                             | 02.0km                             | 05.0km                             | 03.0km                             | 06.0km                             | 福岡県大濠公園周回コース           |
| 第5回  | 2005年12月3日  | 18.77km                            | 04.00km                            | 02.49km                            | 04.00km                            | 02.76km                            | 05.52km                            | 島原復興アリーナ 周辺周回コース    |
| 第6回  | 2006年12月2日  | 18.77km                            | 04.00km                            | 02.49km                            | 04.00km                            | 02.76km                            | 05.52km                            | 島原復興アリーナ 周辺周回コース    |
| 第7回  | 2007年12月1日  | 18.77km                            | 04.00km                            | 02.49km                            | 04.00km                            | 02.76km                            | 05.52km                            | 島原復興アリーナ 周辺周回コース    |
| 第8回  | 2008年12月2日  | 18.77km                            | 04.00km                            | 02.49km                            | 04.00km                            | 02.76km                            | 05.52km                            | 島原復興アリーナ 周辺周回コース    |
| 第9回  | 2009年12月5日  | 22.87km                            | 04.34km                            | 04.00km                            | 03.26km                            | 07.87km                            | 03.40km                            | 島原市内周回コース                 |
| 第10回 | 2010年12月4日  | 22.87km                            | 04.34km                            | 04.00km                            | 03.26km                            | 07.87km                            | 03.40km                            | 島原市内周回コース                 |
| 第11回 | 2011年12月3日  | 22.87km                            | 04.34km                            | 04.00km                            | 03.26km                            | 07.87km                            | 03.40km                            | 島原市内周回コース                 |
| 第12回 | 2012年12月1日  | 22.87km                            | 04.34km                            | 04.00km                            | 03.26km                            | 07.87km                            | 03.40km                            | 島原市内周回コース                 |
| 第13回 | 2013年11月30日 | 22.87km                            | 04.34km                            | 04.00km                            | 03.26km                            | 07.87km                            | 03.40km                            | 島原市内周回コース                 |
| 第14回 | 2014年11月29日 | 22.87km                            | 04.34km                            | 04.00km                            | 03.26km                            | 07.87km                            | 03.40km                            | 島原市内周回コース                 |
| 第15回 | 2015年12月5日  | 22.85km                            | 4.26km                             | 3.47km                             | 3.83km                             | 7.81km                             | 3.48km                             | 島原市内周回コース                 |
| 第16回 | 2016年12月3日  | 22.85km                            | 4.26km                             | 3.47km                             | 3.83km                             | 7.81km                             | 3.48km                             | 島原市内周回コース                 |
| 第17回 | 2017年12月2日  | 22.85km                            | 4.26km                             | 3.47km                             | 3.83km                             | 7.81km                             | 3.48km                             | 島原市内周回コース                 |
| 第18回 | 2018年12月1日  | 22.85km                            | 4.26km                             | 3.47km                             | 3.83km                             | 7.81km                             | 3.48km                             | 島原市内周回コース                 |
| 第19回 | 2019年12月7日  | 22.79km                            | 4.26km                             | 3.47km                             | 3.78km                             | 7.80km                             | 3.48km                             | 島原市内周回コース                 |
| 第20回 | 2020年12月5日  | 新型コロナウイルスの影響により中止 | 新型コロナウイルスの影響により中止 | 新型コロナウイルスの影響により中止 | 新型コロナウイルスの影響により中止 | 新型コロナウイルスの影響により中止 | 新型コロナウイルスの影響により中止 | 新型コロナウイルスの影響により中止 |
| 第21回 | 2021年12月4日  | 22.79km                            | 4.26km                             | 3.47km                             | 3.78km                             | 7.80km                             | 3.48km                             | 島原市内周回コース                 |
| 第22回 | 2022年12月3日  | 22.80km                            | 4.26km                             | 3.48km                             | 3.78km                             | 7.80km                             | 3.48km                             | 島原市内周回コース                 |
| 第23回 | 2023年12月2日  | 22.80km                            | 4.26km                             | 3.48km                             | 3.78km                             | 7.80km                             | 3.48km                             | 島原市内周回コース                 |
| 第24回 | 2024年12月7日  | 22.80km                            | 4.26km                             | 3.48km                             | 3.78km                             | 7.80km                             | 3.48km                             | 島原市内周回コース                 |

## 通算記録

### 優勝回数

#### 男子
| 大学名                    | 回数 | 優勝年度                               |
| ------------------------- | ---- | -------------------------------------- |
| 第一工業大学/第一工科大学 | 20   | 第12、17-28、31、33-34、36-37、39-40回 |
| 福岡大学                  | 8    | 第1-7、13回                            |
| 鹿屋体育大学              | 8    | 第8-11、14-16、41回                    |
| 日本文理大学              | 4    | 第29、30、32、35回                     |
| 志學館大学                | 1    | 第42回                                 |

#### 女子
| 大学名                 | 回数 | 優勝年度                    |
| ---------------------- | ---- | --------------------------- |
| 福岡大学               | 13   | 第1、10、11、14-17、19-24回 |
| 立命館アジア太平洋大学 | 6    | 第2、4-8回                  |
| 鹿屋体育大学           | 4    | 第3、9、12、13回            |

## 歴史
- 1983年：熊本県阿蘇で初めて開催される。当初は男子のみの実施で、コースは阿蘇五岳を一周するコース（全7区間）であった。
- 1998年：コースが長崎県島原市に変更される。島原市営陸上競技場を発着点とする島原・雲仙地区での全8区間、91.1kmのコースで実施された。
- 2000年：コースを変更し、前半（5区間）、後半（3区間）に二分された島原・雲仙地区での全8区間、94.5kmで実施された。
- 2001年：九州学生女子駅伝対校選手権大会が福岡県大濠公園周回コースで初めて開催された。
- 2005年：女子のコースが長崎県島原市に変更される。男子大会（島原雲仙周回コース）と女子大会（島原復興アリーナ周辺周回コース）が以後同日実施されるようになった。
- 2008年：男子のコースが変更される。男子は島原市営陸上競技場をそれぞれの発着点とする前半（5区間）、後半（3区間）に2分された全8区間、91.1kmで実施された。
- 2009年：男子、女子共にコースが変更される。男子は、スタートの島原市営陸上競技場からフィニッシュの島原文化会館までの全7区間、56.3kmのコースとし、女子は島原市営陸上競技場を発着点とする全5区間、22.87kmで実施されることになった。
- 2021年より長崎国際テレビのYouTubeチャンネルにて男子レースのライブ配信が実況・解説付きで開始された。

## 主催・後援
主催
- 九州学生陸上競技連盟、島原市

後援
- 長崎県、長崎県教育委員会、島原市教育委員会、島原市スポーツ協会、島原観光ビューロー、島原半島観光連盟、NIB長崎国際テレビ、読売新聞西部本社、スポーツ報知西部本社

運営協力
- 長崎陸上競技協会、島原市陸上競技協会